# Jag fortsätter glömma
Jag fortsätter glömma är den svenske sångaren Joakim Bergs första soloalbum, utgivet den 27 maj 2022.

## Låtlista
1. Barn av vår tid
2. Begravningsbål
3. Aniara
4. Låtsasvärlden
5. Legender
6. Ingenmansland
7. Var vi kom ifrån
8. Då var allt
9. 4
10. Mer än ingenting
11. Rubicon